# Belgica antarctica
Belgica antarctica (лат.) — вид бескрылых комаров-звонцов из семейства Chironomidae (отряд двукрылые, Belgica Jacobs, 1900, Orthocladiinae). Эндемики Антарктики. Крупнейшие истинно сухопутные (не покидающие поверхность земли) животные Антарктиды.

## История
Вид был описан в 1900 году бельгийским энтомологом Яном-Карлом Якобсом (Jean-Charles Jacobs, 1821—1907) по материалам Бельгийской антарктической экспедиции на исследовательском корабле «Бельжика» (RV Belgica) (1897—1899, первое судно, перезимовавшее на южном материке). В составе экспедиции были бельгийский полярный исследователь Адриен де Жерлаш, норвежский штурман Руал Амундсен, американский врач Фредерик Кук и др..

## Распространение
Антарктический полуостров Антарктиды (от уровня моря до 150 м; на юг до 64°S). Остров Мордвинова (Элефант) (Южные Шетландские острова), на юг до скалистого мыса Туксен в проливе Жерлаш, в обоих местах от 61°S до 65°27’S.

## Описание
Длина тела у самок равна 1,5—3,2 мм (ширина — 0,3—0,5 мм), у самцов — 1,6—2,5 мм (ширина — 0,3—0,85 мм). Цвет покровов от тёмного красновато-бурого до чёрного (усики, голова и ноги немного светлее, коричневые). Глаза мелкие, состоят из 35—40 фасеток. Преимагинальные стадии имеют следующие размеры: куколки — 3—4 мм, взрослые личинки — от 4,5 до 5,0 мм (ширина — 0,4—0,6 мм; голубовато-серые, голова — красноватая), яйца — около 0,3 мм (беловатые). Антенны лишь немного длиннее головы, состоят из 4 члеников: 1 и 3 сегменты короткие (их длина примерно равна ширине) и 2 и 4 длинные (вдвое длиннее своей ширины). Нижнечелюстные щупики очень короткие, состоят из 4 сегментов.
Жизненный цикл длится около года, перезимовывают личинки и куколки. Взрослые особи обнаруживаются с декабря по март. Личинки обитают во мху, между корней трав, в почве в расщелинах скал, в нижних частях птичьих гнёзд (чаек и глупышей), в мелких водоёмах и лужицах с зелёными водорослями. Имаго находят на почве, скалах, на снегу и даже на телах живых пингвинов.
Хромосомный набор (исследованы личинки) составляет 2n = 6 (Martin, 1962).
Обладают одним из самых маленьких геномов среди насекомых: 99 миллионов пар нуклеотидов (для сравнения, платяная вошь — 105 млн, Strepsiptera — 108 млн, дрозофила — 132 млн, медоносная пчела — около 300 млн, муха цеце — 366 млн пар, человек — 3 млрд пар). Тем не менее у них 13,5 тыс. функциональных генов, как и у обычных мух.